# Liste der Kulturdenkmale in Rosenbach (Oberlausitz)

Wappen von Rosenbach

In der Liste der Kulturdenkmale in Rosenbach (Oberlausitz) sind die Kulturdenkmale der sächsischen Gemeinde Rosenbach verzeichnet, die bis Februar 2019 vom Landesamt für Denkmalpflege Sachsen erfasst wurden (ohne archäologische Kulturdenkmale). Die Anmerkungen sind zu beachten.
Diese Aufzählung ist eine Teilmenge der Liste der Kulturdenkmale im Landkreis Görlitz.

## Liste der Kulturdenkmale in Bischdorf
| Bild                                    | Bezeichnung | Lage                                               | Datierung                                                   | Beschreibung | ID       |
| --------------------------------------- | --- | -------------------------------------------------- | ----------------------------------------------------------- | --- | -------- |
| Weitere Bilder                          | Sachgesamtheit Königlich-Sächsische Triangulierung („Europäische Gradmessung im Königreich Sachsen“); Station 42 Rothstein                                                                                  | (Rothstein, Flurstück 911) (Karte)                 | Bezeichnet mit 1864                                         | Triangulationssäule; Station 2. Ordnung, technikgeschichtlich und vermessungsgeschichtlich von Bedeutung. Der noch gut erhaltene Vermessungspfeiler aus Herwigsdorfer Granit steht an der höchsten Stelle der Südostkuppe des 455 m über Normalnull hohen Rothsteins auf der spätslawisch-frühdeutschen Befestigungsanlage. Am Fuß befinden sich die geodätischen Zeichen ∆ und TP. Die Abdeckplatte fehlt. Er ist mit der Inschrift: „Station/ROTHSTEIN/der/Kön. Sächs./Triangulirung/1864“ versehen. | 09305031 |
|                                         | Wohnstallhaus eines Bauernhofes | Am Grenzweg 2 (Karte)                              | Um 1800, womöglich noch etwas älter                         | Baugeschichtlich von Bedeutung, Obergeschoss Fachwerk, zweifarbig verschiefert | 08962850 |
| Direkt Bild zu diesem Denkmal hochladen | Straßenbrücke über das Rosenhainer Wasser | Bernstädter Straße (Karte)                         | 19. Jahrhundert                                             | Ein Bogen in Naturstein, baugeschichtlich und ortsgeschichtlich von Bedeutung | 09304699 |
| Direkt Bild zu diesem Denkmal hochladen | Vierseithof mit Wohnstallhaus und zwei Wirtschaftsgebäuden (mit Nr. 5) | Bernstädter Straße 4 (Karte)                       | 2. Hälfte 19. Jahrhundert                                   | Baugeschichtlich und sozialgeschichtlich von Bedeutung, ein weitgehend in seiner ursprünglichen Struktur erhaltener Bauernhof | 08962834 |
| Direkt Bild zu diesem Denkmal hochladen | Kirchschule | Kirchweg 4 (Karte)                                 | 1828-1829, später überformt                                 | Zweigeschossig mit zweiläufiger Freitreppe, wichtig für Ortsbild und -geschichte | 08962812 |
| Weitere Bilder                          | Kirche mit Kirchhof, Pfarrgarten (Gartendenkmal), den Einfriedungsmauern um beides, zwei Kriegerdenkmale für die Gefallenen des deutsch-französischen Krieges und für die Gefallenen des Ersten Weltkrieges | Kirchweg 4 (neben) (Karte)                         | 1865, Kern Mittelalter (Kirche); nach 1918 (Kriegerdenkmal) | Baugeschichtlich, ortsgeschichtlich und ortsbildprägend von Bedeutung. - Kriegerdenkmal 1870/71: Granitsockel mit Inschrift und aufgesetztem Helm - Kriegerdenkmal 1914–18: Granitmonolith mit Inschrifttafel, Kirchhofsmauer in Feldstein | 08962813 |
| Direkt Bild zu diesem Denkmal hochladen | Wohnstallhaus (ehemaliges Umgebindehaus) eines Bauernhofes | Kümmelberg 4 (Karte)                               | Um 1800, Ausgedinge später angebaut                         | Baugeschichtlich von Bedeutung, Obergeschoss Fachwerk, teils verbrettert, eines der wenigen, weitgehend in der ursprünglichen Konstruktion erhaltenen Häuser der Aussiedlung | 08962836 |
| Direkt Bild zu diesem Denkmal hochladen | Wohnstallhaus und Scheune eines Bauernhofes | Kümmelberg 6 (Karte)                               | Ende 18. Jahrhundert                                        | Baugeschichtlich und wirtschaftsgeschichtlich von Bedeutung, Wohnstallhaus: Obergeschoss Fachwerk, teils verschalt, Scheune: teils Fachwerk, teils massiv, weitgehend in der ursprünglichen Konstruktion erhalten | 08962837 |
| Direkt Bild zu diesem Denkmal hochladen | Wegestein | Untere Dorfstraße (Abzweig nach Dolgowitz) (Karte) | 19. Jahrhundert                                             | Verkehrsgeschichtlich von Bedeutung, Granitpfeiler mit eingetieften Schriftfeldern, Pyramidenabschluss, ca. 1,50 m hoch | 08962805 |
| Weitere Bilder                          | Rittergut Niederbischdorf (Sachgesamtheit) | Untere Dorfstraße 2, 2a, 2b, 3, 4, 6, 7 (Karte)    | Ab 17. Jahrhundert                                          | Sachgesamtheit Rittergut Niederbischdorf: Rittergut mit Schloss, Wirtschaftshof, Mühle (Nr. 6 und 7), alle Einzeldenkmale, siehe 09303846 unter gleicher Anschrift; ortsgeschichtlich von Bedeutung | 09303875 |
| Weitere Bilder                          | Rittergut mit Schloss und zwei Wirtschaftsgebäuden an der Straße sowie Mühle (Nr. 6 und 7), Einzeldenkmale zu ID-Nr. 09303875                                                                               | Untere Dorfstraße 2, 2a, 2b, 3, 4, 6, 7 (Karte)    | Ab 17. Jahrhundert                                          | Einzeldenkmale der Sachgesamtheit Rittergut Niederbischdorf; ortsgeschichtlich und technikgeschichtlich von Bedeutung | 09303846 |
| Direkt Bild zu diesem Denkmal hochladen | Wohnstallhaus | Untere Dorfstraße 13 (Karte)                       | 1. Hälfte 18. Jahrhundert, womöglich älter                  | Baugeschichtlich von Bedeutung, Obergeschoss Fachwerk verputzt und verbrettert, Hakengrundriss, älteste noch erhaltene Generation regionaltypischer Holzbauweise | 08962832 |
| Direkt Bild zu diesem Denkmal hochladen | Steindeckerbrücke über das Rosenhainer Wasser | Untere Dorfstraße 16 (bei) (Karte)                 | 19. Jahrhundert                                             | Baugeschichtlich von Bedeutung | 08962806 |
| Direkt Bild zu diesem Denkmal hochladen | Wohnstallhaus eines Zweiseithofes | Untere Dorfstraße 37 (Karte)                       | Nach Auskunft 1836, womöglich älter                         | Baugeschichtlich von Bedeutung, mit Fachwerk-Obergeschoss, ortsbildprägend durch exponierte Lage | 08962804 |
| Direkt Bild zu diesem Denkmal hochladen | Wohnhaus | Untere Dorfstraße 47 (Karte)                       | 18. Jahrhundert                                             | Baugeschichtlich und sozialgeschichtlich von Bedeutung, Obergeschoss Fachwerk, vermutlich ehemaliger Langständerbau mit Umgebinde | 08962809 |
| Direkt Bild zu diesem Denkmal hochladen | Wohnhaus | Untere Dorfstraße 48 (Karte)                       | Ende 18. Jahrhundert                                        | Umgebinde teilweise erhalten, baugeschichtlich von Bedeutung, Obergeschoss Fachwerk, als Umgebindehaus einfacher Ständerbau | 08962810 |
| Direkt Bild zu diesem Denkmal hochladen | Wohnhaus | Untere Dorfstraße 54 (Karte)                       | 18. Jahrhundert, womöglich älter                            | Baugeschichtlich von Bedeutung, Obergeschoss Fachwerk, teils verbrettert, teils verputzt, in der Konstruktion erhalten | 08962833 |
| Direkt Bild zu diesem Denkmal hochladen | Wohnhaus | Untere Dorfstraße 56 (Karte)                       | Um 1800                                                     | Baugeschichtlich von Bedeutung, Obergeschoss Fachwerk, ursprünglich Umgebindehaus als einfacher Ständerbau | 08962811 |
| Direkt Bild zu diesem Denkmal hochladen | Zweiseithof mit Wohnstallhaus und Seitengebäude | Untere Dorfstraße 85 (Karte)                       | 2. Hälfte 19. Jahrhundert                                   | Baugeschichtlich von Bedeutung, Hof ortsbildprägend, Wohnstallhaus Fachwerk-Konstruktion, in Struktur und Aussehen erhalten | 08962848 |
|                                         | Wohnhaus | Untere Dorfstraße 100 (Karte)                      | Im Kern 18. Jahrhundert                                     | Baugeschichtlich von Bedeutung, Obergeschoss Fachwerk, Holztürstock | 08962815 |

## Liste der Kulturdenkmale in Herwigsdorf
| Bild                                    | Bezeichnung | Lage                                          | Datierung | Beschreibung | ID       |
| --------------------------------------- | --- | --------------------------------------------- | --- | --- | -------- |
| Direkt Bild zu diesem Denkmal hochladen | Wohnstallhaus | An der Dorfaue 5 (Karte)                      | Nach Überlieferung 1789 | Baugeschichtlich und sozialgeschichtlich von Bedeutung, ehemaliges Umgebindehaus, Obergeschoss Fachwerk, einfacher Ständerbau, für Ortsbild wichtig | 08962823 |
|                                         | Wohnhaus mit angebautem Wirtschaftsteil | Dorfstraße 5 (Karte)                          | 1. Hälfte 19. Jahrhundert | Baugeschichtlich von Bedeutung, Wohnteil Obergeschoss Fachwerk, im ursprünglichen Aussehen erhalten | 08962847 |
| Direkt Bild zu diesem Denkmal hochladen | Gasthaus „Zum Dachsbau“ | Dorfstraße 14 (Karte)                         | 19. Jahrhundert | Massives Gebäude mit Krüppelwalmdach, ortshistorische Bedeutung | 08962846 |
| Direkt Bild zu diesem Denkmal hochladen | Brücke über das Rosenhainer Wasser als Grundstückszufahrt | Dorfstraße 18 (bei) (Karte)                   | 19. Jahrhundert | Baugeschichtlich von Bedeutung, Steinbogenbrücke | 08962845 |
| Direkt Bild zu diesem Denkmal hochladen | Wirtschaftsgebäude zum gegenüberliegenden Kretscham (Nr. 34) | Dorfstraße 33 (Karte)                         | Um 1850 | Baugeschichtlich von Bedeutung, Feldstein-Wirtschaftsgebäude von stark straßenbildprägender Wirkung | 08962841 |
| Direkt Bild zu diesem Denkmal hochladen | Gasthof (Kretscham) | Dorfstraße 34 (Karte)                         | Mitte 19. Jahrhundert | Ortsgeschichtlich von Bedeutung, zweigeschossiger Massivbau mit hohem Kellergeschoss und Kniestock | 08962819 |
| Direkt Bild zu diesem Denkmal hochladen | Mord- und Sühnekreuz | Dorfstraße 35 (bei) (Karte)                   | 15./16. Jahrhundert | Ortsgeschichtlich von Bedeutung, Steinkreuz mit eingemeißeltem Schwert | 08962849 |
| Direkt Bild zu diesem Denkmal hochladen | Mühlengehöft mit Wohnhaus mit angebautem Wirtschaftsgebäude und rückwärtiger Scheune | Dorfstraße 36 (Karte)                         | Frühes 19. Jahrhundert | Ortsgeschichtlich von Bedeutung, Massivbauten mit Krüppelwalmdach von ortsbildprägender Wirkung gegenüber dem Kirchhof | 08962820 |
| Weitere Bilder                          | Kirche mit Kirchhof und Einfriedungsmauer sowie vier Grabmale an der Ostwand der Kirche, einige Grabmäler auf dem Kirchhof, südlich der Kirche zwei eingemauerte Epitaphien, an der nördlichen Kirchmauer weiterer Epitaph, in Kirchmauer (Straßenseite) eingemauertes Mord- und Sühnekreuz sowie auf dem Kirchhof Kriegerdenkmal für die Gefallenen des Ersten Weltkrieges | Dorfstraße 37 (Karte)                         | 1545 (Kirche); nach 1918 (Kriegerdenkmal)                                                                                     | Baugeschichtlich und ortsgeschichtlich von Bedeutung, Saalkirche mit prägnantem, reich gestaltetem Dachreiter, wertvolles Inneres (Doppelempore, Herrschaftsloge, Schnitzaltar, bemalte Kassettendecke, altes Gestühl, Orgel mit Zimbelstern) | 08962831 |
| Direkt Bild zu diesem Denkmal hochladen | Wohnhaus (Umgebinde) mit Wirtschaftsteil | Dorfstraße 45 (Karte)                         | Um 1800 | Baugeschichtlich von Bedeutung, Umgebindekonstruktion von Seltenheitswert, Obergeschoss Fachwerk | 08962821 |
| Direkt Bild zu diesem Denkmal hochladen | Vierseithof mit Wohnstallhaus und drei Seitengebäuden | Dorfstraße 48 (Karte)                         | Bezeichnet mit 1843 | Baugeschichtlich von Bedeutung, Wohnstallhaus mit Fachwerk-Obergeschoss, Feldstein-Wirtschaftsgebäude, geschlossen erhaltene Hofanlage | 08962822 |
| Direkt Bild zu diesem Denkmal hochladen | Dreiseithof mit Wohnstallhaus und zwei Scheunen | Dorfstraße 63 (Karte)                         | Bezeichnet mit 1823 (Wohnstallhaus); 1823 (dem Wohnstallhaus gegenüberliegende Scheune); um 1880 (nördliche Scheune)          | Wohnstallhaus in einem Türstock an der Außenseite bezeichnet mit 1823, Vergrößerung des Hauses nach 1860, Stall und Flur Gewölbe, gegenüberliegende Scheune mit Krüppelwalmdach aus der gleichen Zeit, nördliche Scheune auch Bruchstein, um 1880, alle anderen Bauten nach 1945 und ohne Denkmalwert, der ursprüngliche Dreiseithof sehr authentisch erhalten, baugeschichtlich und ortsgeschichtlich von Bedeutung | 09305202 |
| Direkt Bild zu diesem Denkmal hochladen | Wohnhaus (Umgebinde) | Dorfstraße 80 (Karte)                         | Frühes 19. Jahrhundert | Baugeschichtlich von Bedeutung, Umgebindehaus mit Fachwerk-Obergeschoss | 08962826 |
| Direkt Bild zu diesem Denkmal hochladen | Scheune eines Dreiseithofes | Dorfstraße 82 (Karte)                         | Bezeichnet mit 1832 | Baugeschichtlich und wirtschaftsgeschichtlich von Bedeutung, Feldstein | 08962825 |
| Direkt Bild zu diesem Denkmal hochladen | Wohnstallhaus (Gasthaus „Zum Fuchsbau“) | Dorfstraße 120 (Karte)                        | Um 1800 | Umgebinde teilweise erhalten, baugeschichtlich und ortsgeschichtlich von Bedeutung, Obergeschoss Fachwerk, einfacher Ständerbau, früher Kleinbauernwirtschaft mit Gasthaus | 08962827 |
| Direkt Bild zu diesem Denkmal hochladen | Zweiseithof mit Wohnstallhaus und Scheune | Dorfstraße 129 (Karte)                        | 2. Hälfte 19. Jahrhundert | Baugeschichtlich und wirtschaftsgeschichtlich von Bedeutung, Wohnstallhaus zweigeschossiger Massivbau mit Kniestock, Natursteinmauerwerk und Ziegel verputzt, schönes Korbbogenportal, Feldsteinscheune | 08962828 |
| Direkt Bild zu diesem Denkmal hochladen | Wohnhaus (Umgebinde) mit Wirtschaftsteil | Dorfstraße 144 (Karte)                        | 1. Hälfte 19. Jahrhundert | Baugeschichtlich von Bedeutung, Obergeschoss Fachwerk, in der Konstruktion erhaltenes Umgebindehaus | 08962829 |
| Direkt Bild zu diesem Denkmal hochladen | Wohnstallhaus | Kleiner Dorfweg 11 (Karte)                    | Um 1850 | Baugeschichtlich von Bedeutung, Obergeschoss Fachwerk, zweifarbig verschiefert, regionaltypische Holzbauweise | 08962844 |
| Direkt Bild zu diesem Denkmal hochladen | Schmiede mit Anbau | Löbauer Straße 2 (Karte)                      | Bezeichnet mit 1819 | Ortsbildprägender Massivbau mit Korbbogenportal, ortshistorische Relevanz | 08962818 |
| Direkt Bild zu diesem Denkmal hochladen | Kriegerdenkmal für die Gefallenen des Ersten Weltkrieges | Mittelhofweg (bei Sportplatz) (Karte)         | Nach 1918 | Ortsgeschichtlich von Bedeutung, Monolith mit Inschrift „Unseren gefallenen Turnbrüdern 1914–1918“ | 08962803 |
|                                         | Rittergut Obermittelherwigsdorf (Sachgesamtheit) | Mittelhofweg 1, 2, 3, 4 (Karte)               | 2. Hälfte 19. Jahrhundert | Sachgesamtheit Rittergut Obermittelherwigsdorf mit den Einzeldenkmalen: Westliches Stallgebäude (Bau rechts der Hofeinfahrt), südliches Stallgebäude, vorderer Teil Nr. 4 als Wohnhaus ausgebaut und ein Steintrog (siehe auch Einzeldenkmal 08962817 unter gleicher Anschrift) sowie noch zwei im Winkel zueinander stehende Gebäude (Nr. 1 und 2, beides Wirtschaftsgebäude) als Sachgesamtheitsteile; baugeschichtliche und regionalgeschichtliche Bedeutung | 09304290 |
|                                         | Westliches Stallgebäude (Bau rechts der Hofeinfahrt), südliches Stallgebäude, vorderer Teil Nr. 4 als Wohnhaus ausgebaut und ein Steintrog (Einzeldenkmale zu ID-Nr. 09304290) | Mittelhofweg 3, 4 (Karte)                     | 2. Hälfte 19. Jahrhundert, Kern womöglich älter (westliches Stallgebäude); 2. Hälfte 19. Jahrhundert (südliches Stallgebäude) | Einzeldenkmale der Sachgesamtheit Rittergut Obermittelherwigsdorf; strukturprägende Gebäude in Natursteinmauerwerk, baugeschichtliche und regionalgeschichtliche Bedeutung | 08962817 |
| Weitere Bilder                          | Gut Nieder Herwigsdorf (Sachgesamtheit) | Niederhofstraße 1, 2, 3, 4, 5, 5c, 10 (Karte) | Ab 1500 | Sachgesamtheit Rittergut mit folgenden Einzeldenkmalen: Nr. 1 Wohnhaus, Nr. 2 Nebengebäude, Nr. 3 Inspektoren- oder Verwalterhaus, Umgebinde, Wirtschaftshof mit dem gesamten nördlichen Trakt Nr. 4, Nr. 10 nordöstlicher Scheunenbau und Nr. 5 südöstlicher Scheunenbau, dazu die östliche Toreinfahrt mit Pfeilern. Die Scheune Nr. 5c, der Zwischentrakt von 5c zu Nr. 5 sowie der Weg durch den Hof sind Bestandteile der Sachgesamtheit (siehe auch Einzeldenkmal 09304275). Gut vollständig und wenig versehrt erhalten, regionalgeschichtlich und baugeschichtlich bedeutsam. | 09304274 |
| Weitere Bilder                          | Nr. 1 Wohnhaus, Nr. 2 Nebengebäude, Nr. 3 Inspektoren- oder Verwalterhaus, Umgebinde, Wirtschaftshof mit dem gesamten nördlichen Trakt Nr. 4, Nr. 10 nordöstlicher Scheunenbau und Nr. 5 südöstlicher Scheunenbau, dazu die östliche Toreinfahrt mit Pfeilern (Einzeldenkmale zu ID-Nr. 09304274)                                                                           | Niederhofstraße 1, 2, 3, 4, 5, 10 (Karte)     | Ab 1800 | Einzeldenkmale der Sachgesamtheit Gut Nieder Herwigsdorf; Gut vollständig wenig versehrt erhalten, regionalgeschichtlich und baugeschichtlich bedeutsam | 09304275 |
| Direkt Bild zu diesem Denkmal hochladen | Wegestein | Steinbergstraße 17 (vor) (Karte)              | Bezeichnet mit 1859 | Verkehrsgeschichtlich von Bedeutung, in Sandstein | 08962839 |
| Direkt Bild zu diesem Denkmal hochladen | Wohnhaus (Umgebinde) | Umgehungsstraße 15 (Karte)                    | Frühes 19. Jahrhundert | Baugeschichtlich von Bedeutung, weitgehend im ursprünglichen Aussehen erhaltenes Umgebindehaus | 08962816 |

## Ehemalige Denkmäler

### Ehemalige Denkmäler (Bischdorf)
| Bild                                    | Bezeichnung                       | Lage                         | Datierung | Beschreibung | ID       |
| --------------------------------------- | --------------------------------- | ---------------------------- | --------- | --- | -------- |
| Direkt Bild zu diesem Denkmal hochladen | Wohnstallhaus                     | Kümmelberg 7 (Karte)         | Um 1800   | Baugeschichtlich von Bedeutung, Fachwerk-Obergeschoss teils verbrettert, hölzerner Türstock; zwischen 2014 und 2016 abgerissen | 08962838 |
|                                         | Wohnstallhaus eines Zweiseithofes | Untere Dorfstraße 41 (Karte) | Um 1800   | Baugeschichtlich von Bedeutung, Obergeschoss Fachwerk, für Ortsbild wichtig; nach 2014 von der Denkmalliste gestrichen         | 08962807 |

### Ehemaliges Denkmal (Herwigsdorf)
| Bild | Bezeichnung                | Lage                      | Datierung                 | Beschreibung | ID       |
| ---- | -------------------------- | ------------------------- | ------------------------- | --- | -------- |
|      | Wohnhaus eines Bauernhofes | Löbauer Straße 35 (Karte) | 1. Hälfte 19. Jahrhundert | Baugeschichtlich von Bedeutung, Obergeschoss Fachwerk, zweifarbig verschiefert. Zwischen 2019 und 2024 aus der Denkmalliste gestrichen. | 08962851 |

## Tabellenlegende
- Bild: Bild des Kulturdenkmals, ggf. zusätzlich mit einem Link zu weiteren Fotos des Kulturdenkmals im Medienarchiv Wikimedia Commons. Wenn man auf das Kamerasymbol klickt, können Fotos zu Kulturdenkmalen aus dieser Liste hochgeladen werden:
- Bezeichnung: Denkmalgeschützte Objekte und ggf. Bauwerksname des Kulturdenkmals
- Lage: Straßenname und Hausnummer oder Flurstücknummer des Kulturdenkmals. Die Grundsortierung der Liste erfolgt nach dieser Adresse. Der Link (Karte) führt zu verschiedenen Kartendiensten mit der Position des Kulturdenkmals. Fehlt dieser Link, wurden die Koordinaten noch nicht eingetragen. Sind diese bekannt, können sie über ein Tool mit einer Kartenansicht einfach nachgetragen werden. In dieser Kartenansicht sind Kulturdenkmale ohne Koordinaten mit einem roten bzw. orangen Marker dargestellt und können durch Verschieben auf die richtige Position in der Karte mit Koordinaten versehen werden. Kulturdenkmale ohne Bild sind an einem blauen bzw. roten Marker erkennbar.
- Datierung: Baubeginn, Fertigstellung, Datum der Erstnennung oder grobe zeitliche Einordnung entsprechend des Eintrags in der sächsischen Denkmaldatenbank
- Beschreibung: Kurzcharakteristik des Kulturdenkmals entsprechend des Eintrags in der sächsischen Denkmaldatenbank, ggf. ergänzt durch die dort nur selten veröffentlichten Erfassungstexte oder zusätzliche Informationen
- ID: Vom Landesamt für Denkmalpflege Sachsen vergebene, das Kulturdenkmal eindeutig identifizierende Objekt-Nummer. Der Link führt zum PDF-Denkmaldokument des Landesamtes für Denkmalpflege Sachsen. Bei ehemaligen Kulturdenkmalen können die Objektnummern unbekannt sein und deshalb fehlen bzw. die Links von aus der Datenbank entfernten Objektnummern ins Leere führen. Ein ggf. vorhandenes Icon  führt zu den Angaben des Kulturdenkmals bei Wikidata.